# Eidsvolls kommun
Eidsvolls kommun (norska: Eidsvoll kommune; före 1918 stavat Eidsvold kommune) är en kommun i Akershus fylke i sydöstra Norge.
I kommunens centralort Eidsvoll utarbetades Norges grundlag, Eidsvollförfattningen. Den antogs den 17 maj 1814, ett datum som därefter firats som Norges nationaldag. 
Norges första, och Svensk-norska unionens första järnväg, Hovedbanen, byggdes under 1850-talet mellan Christiania (nuvarande Oslo) och Eidsvoll.

## Administrativ historik
Eidsvolls kommun fick dagens gränser 1964 när Feirings kommun slogs samman med Eidsvolls kommun.

## Geografi
Det högsta berget i kommunen är Mistberget, 663 meter över havet. Den största tätorten i kommunen är Råholt.

## Tätorter
I Eidsvolls kommun finns fyra tätorter:
- Eidsvoll (centralort)
- Langset
- Minnesund
- Råholt (del av)

Orterna Finnbråtan, Hammerstad och Styrigrenda har tidigare räknats som egna tätorter men räknas numera som delar av tätorten Eidsvoll.

## Socknar
Inom Norska kyrkan är Eidsvolls kommun indelad i fyra socknar:
- Eidsvolls socken
- Feirings socken
- Langsets socken
- Råholts socken

Socknarna ingår i Øvre Romerike prosteri i Borgs stift.

## Kända personer
- Henrik Wergeland (1808–1845), författare
- Arne Ekeland (1908-1994), konstnär
- Dagmar Lahlum (1923-1999), medlem i motståndsrörelsen och agent för engelska MI5.
- Henning Berg, (1969), fotbollsspelare

## Bilder

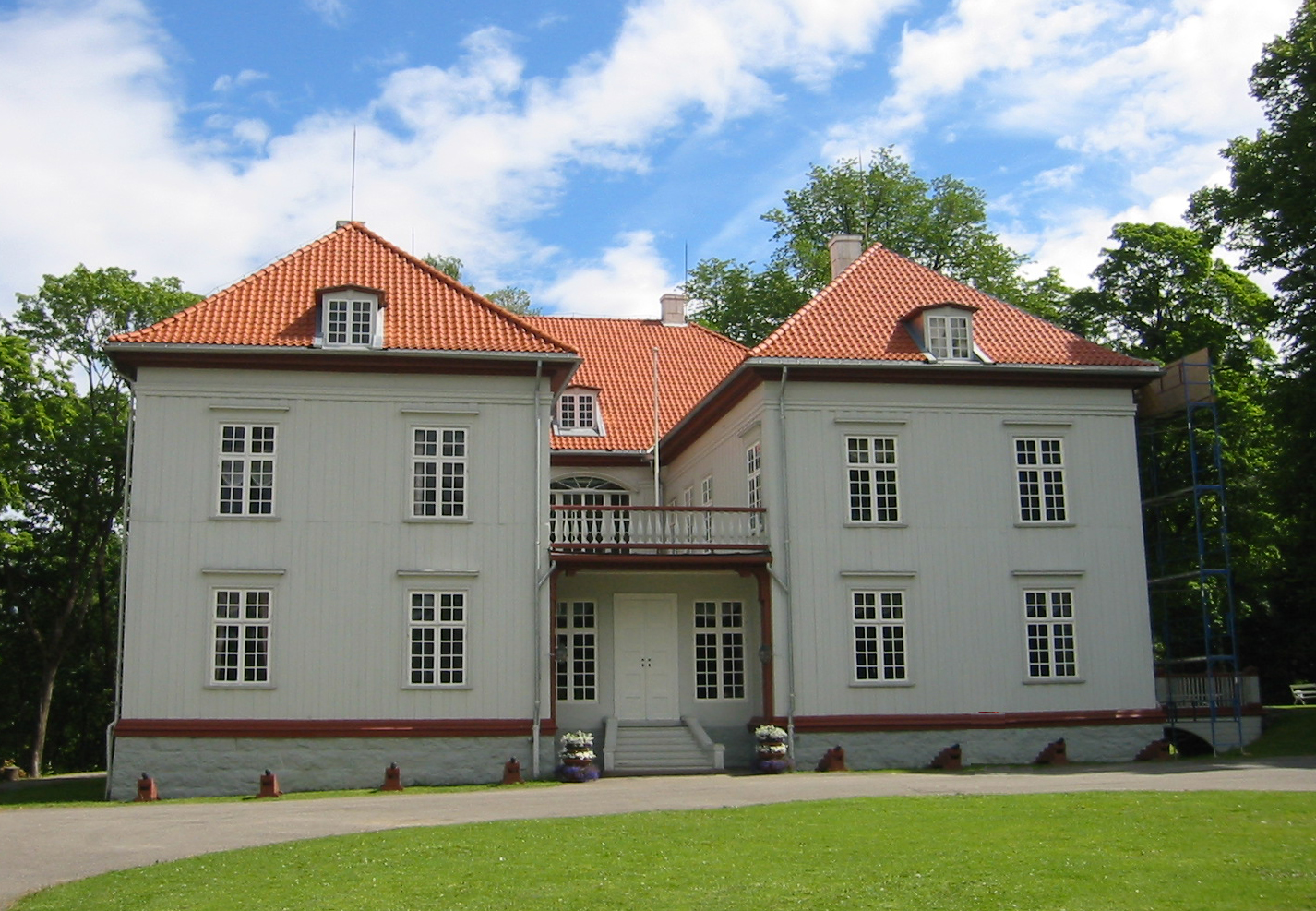
Eidsvollsbygningen, där grundlagen undertecknades 1814.
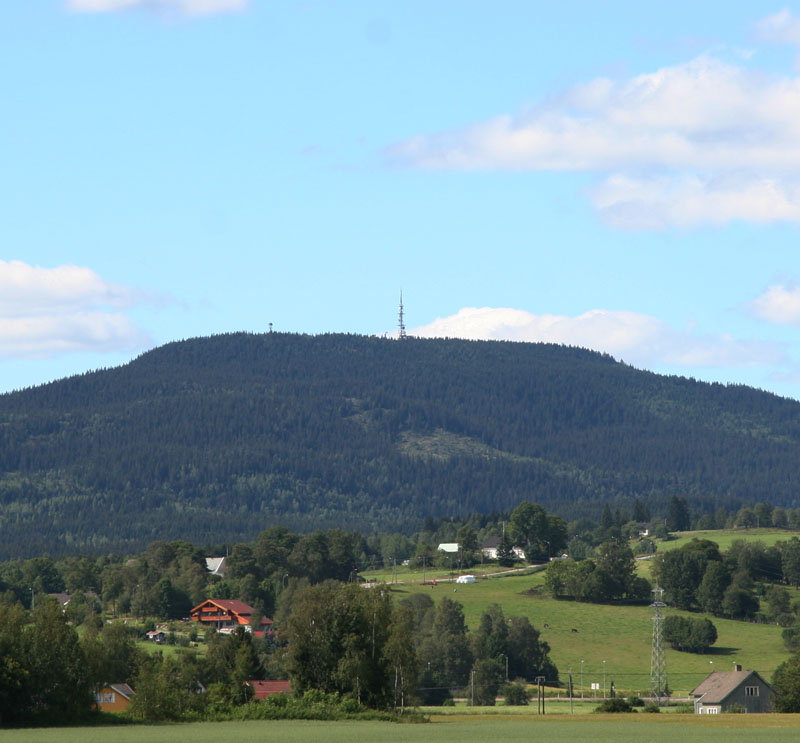
Mistberget.
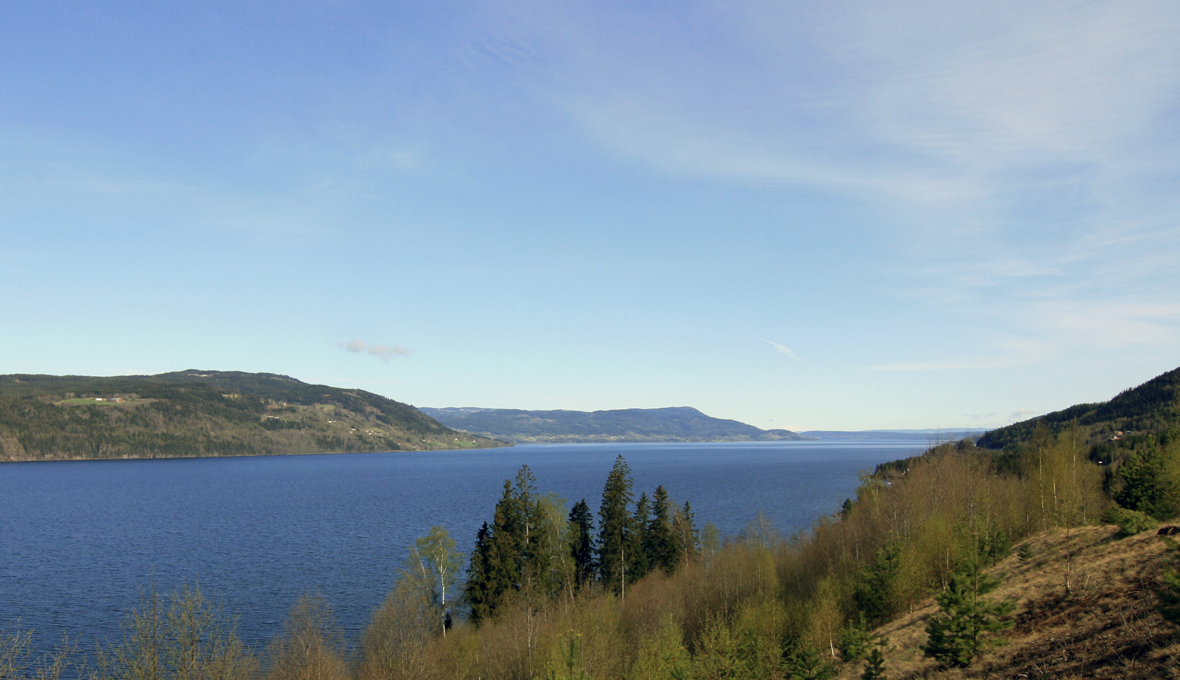
Sjön Mjøsa vid Minnesund.